# Нигозеро (озеро, Пудожский район)
Нигозеро — пресноводное озеро на территории Кубовского сельского поселения Пудожского района Республики Карелии.

## Общие сведения
Площадь озера — 2,3 км², площадь водосборного бассейна — 11 км². Располагается на высоте 144,6 метров над уровнем моря.
Форма озера лопастная. Берега каменисто-песчаные, преимущественно возвышенные.
С северо-восточной стороны Нигозера вытекает река Нига, приток реки Водлы, впадающей в Онежское озеро.
Острова на озере отсутствуют.
К северо-западу от озера проходит лесная дорога, на месте разобранной УЖД.
Населённые пункты вблизи водоёма отсутствуют.
Код объекта в государственном водном реестре — 01040100411102000019434.